# Kloster Lannoy
Das Kloster Lannoy (Alnetum) ist eine ehemalige Abtei des Zisterzienserordens in Frankreich. Es liegt in der Gemeinde Roy-Boissy im Département Oise, Region Hauts-de-France, rund vier Kilometer westlich von Marseille-en-Beauvaisis und etwa 19 Kilometer nordwestlich von Beauvais.

## Geschichte
Das im Jahr 1135 in Briostel im Tal des Petit Thérain gegründete, aber schon nach zwei Jahren an seinen späteren Ort verlegte Kloster gehörte der Kongregation von Savigny an. Es schloss sich mit dieser im Jahr 1147 dem Zisterzienserorden an und unterstellte sich der Filiation der Primarabtei Clairvaux. Im Jahr 1592 wurde es von den Hugenotten belagert und angezündet. Dabei wurde die Kirche schwer beschädigt. 1658 stürzten die Gewölbe des Schiffs ein, das daraufhin verkürzt wurde. Das Kloster besaß vier Grangien in Vieux-Briostel, seinem Gründungsort, Thieuloy, Belval und Orsimont. 1790 wurde das Kloster in der französischen Revolution aufgehoben.

## Bauten und Anlage
Von der Anlage in einem unberührten Tal sind das Abtshaus, die Gebäude des Wirtschaftshofs, die Mühle und der Brunnen des Kreuzgangs erhalten. Von der Abtei stehen weiter noch der Gästebau und das Gerichtshaus aus dem 17. Jahrhundert (als Monument historique klassifiziert). Die Kirche wurde 1810 abgebrochen. 1967 wurde der Pfeiler einer der Kapellen des Chorumgangs entdeckt. Daraufhin durchgeführte Ausgrabungen haben Chor und Querhaus mit den Kapellen sowie einige Grabsteine und Reste des Pflasters freigelegt.